# František Špaček
František Špaček (30. března 1919 – ???) byl český a československý politik Komunistické strany Československa a poúnorový poslanec Národního shromáždění ČSR.

## Biografie
Ve volbách roku 1954 byl zvolen za KSČ do Národního shromáždění ve volebním obvodu Tišnov-Blansko. V parlamentu setrval až do konce funkčního období, tedy do voleb roku 1960.
K roku 1954 se profesně uvádí jako předseda Jednotného zemědělského družstva v obci Lomnička.